# Marsilly (Charente-Maritime)
Marsilly é uma comuna francesa na região administrativa da Nova Aquitânia, no departamento de Charente-Maritime. Estende-se por uma área de 11,91 km². Em 2010 a comuna tinha 3 178 habitantes (densidade: 266,8 hab./km²).